# Kępa (Staniszewo)
Kępa (kaszb. Kãpa) – część wsi Staniszewo w Polsce, położona w województwie pomorskim, w powiecie kartuskim, w gminie Kartuzy.
W latach 1975–1998 Kępa należała administracyjnie do województwa gdańskiego